# 帕多瓦照会

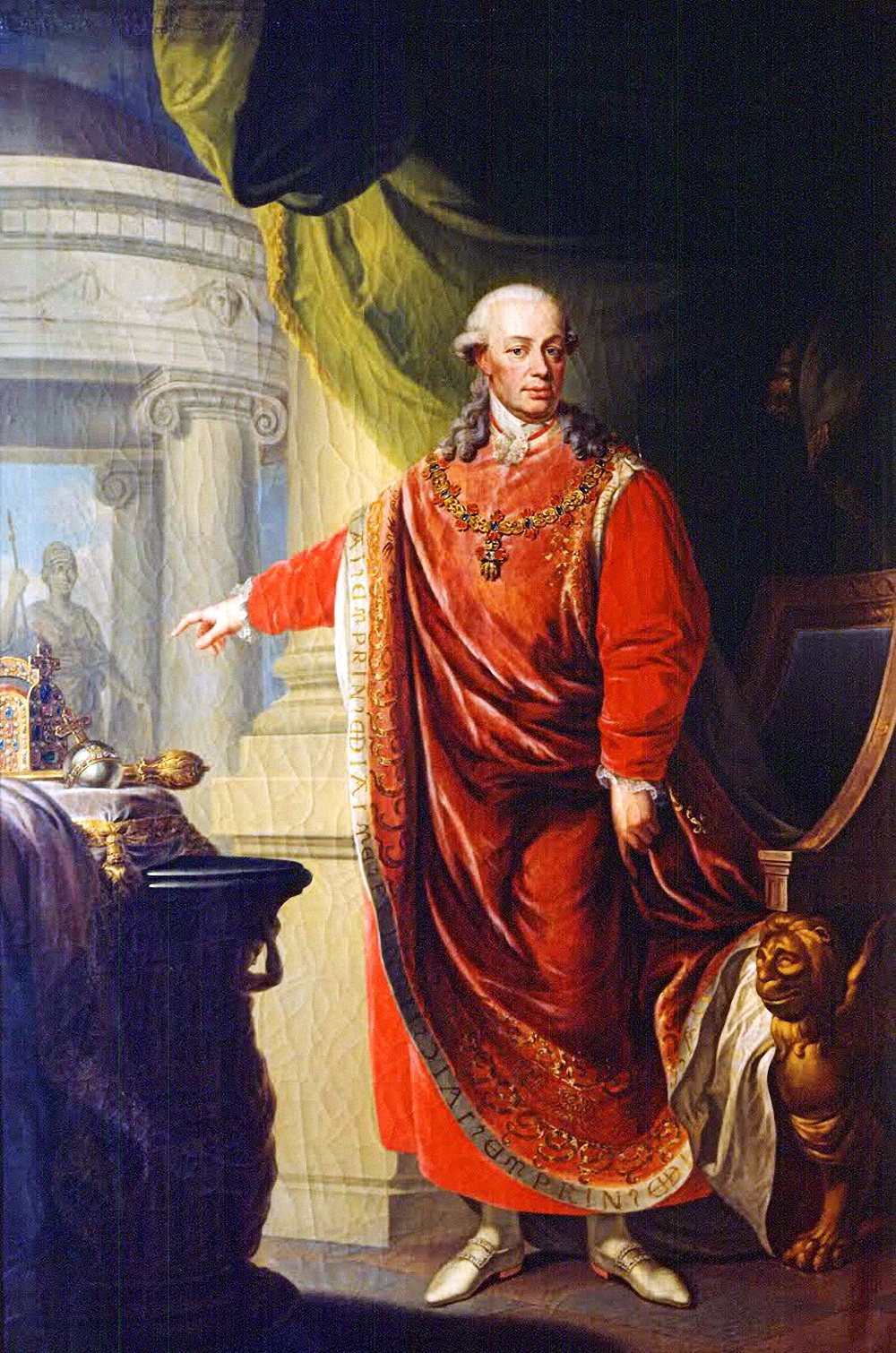
神圣罗马帝国皇帝利奥波德二世

帕多瓦照会是神圣罗马帝国皇帝利奥波德二世于1791年7月6日发表的一份照会。 由于路易十六和玛丽·安托瓦内特在瓦雷纳出逃之后被逮捕，这份照会呼吁欧洲的诸位君主和利奥波德二世一起要求法国释放法王夫妇。随后，神圣罗马帝国主动和它的传统敌人霍亨索伦普鲁士和解。
帕多瓦照会在欧洲其他国家却反响不大。所以几乎没有任何国家联合起来拯救法王。
无论如何，照会还是驱使普鲁士和奥地利在7月25日签订和约，然后解决了过往的争端，并且两国组成了对法同盟。帕多瓦照会亦为未来奥普之间的皮尔尼茨宣言铺平了道路。 